# ضفدع ثمين
ضفدع ثمين (الاسم العلمي: Rana pretiosa) (بالإنجليزية: Oregon spotted frog)‏ هو نوع من الحيوانات يتبع جنس الضفدع الحقيقي من فصيلة الضفادع الحقيقية.